# Ripaille (AOC)
Le ripaille, ou vin de Savoie Ripaille, est un vin blanc de Savoie produit sur la commune de Thonon-les-Bains. C'est une dénomination géographique au sein de l'appellation d'origine contrôlée vin de Savoie depuis 1973.

## Histoire
La culture du vin dans ce terroir est très ancienne, remontant probablement à l'époque gallo romaine. Elle est attestée au Moyen Âge, avec des cultures effectuées par les moines et chanoines de Saint-Augustin, puis les Chartreux de Vallon, installés par Saint François de Sales. Revendu à plusieurs reprises depuis la Révolution française, le domaine est maintenant la propriété de la commune de Thonon-les-Bains.

## Étymologie
Le terme de ripaille viendrait du fait que ce lieu était recouvert de « ripes », c’est-à-dire des broussailles.

## Situation géographique
Situé au nord de Thonon-les-Bains, le vignoble des vins de Savoie Ripaille est localisé sur les rives du lac Léman, autour du Château de Ripaille. Ce vignoble est le plus proche de celui de Marin. 

### Climat
Le climat y est de type montagnard en raison de la présence du massif alpin.
| Températures (sous abri, moyennes) - source : météo-sciez.com |                     |                  |                          |                   |                          |
| Année                                                         | Température moyenne | T. la plus haute | T. moyenne la plus haute | T. la plus basse  | T. moyenne la plus basse |
| 2014                                                          | 10,9 °C             | 32,1 °C le 18.07 | 22,6 °C le 10.06         | −4,4 °C le 25.01  | −2,6 °C le 29.12         |
| 2013                                                          | 10,7 °C             | 33,0 °C le 27.07 | 24,5 °C le 03.08         | −7,8 °C le 26.02  | −3,4 °C le 26.02         |
| 2012                                                          | 10,4 °C             | 33,3 °C le 27.07 | 25,4 °C le 29.06         | −10,9 °C le 07.02 | −9,0 °C le 07.02         |
| 2011                                                          | 11 °C               | 33,8 °C le 28.06 | 24,3 °C le 19.08         | −7,2 °C le 23.01  | −3,2 °C le 24.01         |
| 2010                                                          | 9,9 °C              | 33,5 °C le 09.07 | 25,8 °C le 14.07         | −9,9 °C le 16.02  | −5,0 °C le 04.12         |
| Sources : Météo-Sciez                                         |                     |                  |                          |                   |                          |

| Températures (sous abri, moyennes) °C                       |      |     |      |      |      |      |      |      |      |     |     |            |
| J                                                           | F    | M   | A    | M    | J    | J    | A    | S    | O    | N   | D   | Année      |
| 2,4                                                         | 1,3  | 4,4 | 10,1 | 12,0 | 17,1 | 21,8 | 20,5 | 16,8 | 13,1 | 6,5 | 2,8 | 2013b      |
| 3,1                                                         | -2,2 | 7,1 | 9,6  | 14,2 | 18,4 | 19,3 | 19,7 | 14,8 | 10,8 | 6,9 | 3,1 | 2012c      |
| 2,3                                                         | 2,4  | 6,4 | 12,3 | 15,7 | 17,5 | 17,6 | 19,6 | 16,8 | 10,6 | 6,2 | 4,4 | 2011c      |
| 0,0                                                         | 1,9  | 5,1 | 10,3 | 12,9 | 17,5 | 21,5 | 18,3 | 14,0 | 9,9  | 6,0 | 0,4 | 2010c      |
| 2,5                                                         | 1,2  | 8   | 10,5 | 15,4 | 23,4 | 22,1 | 24,2 | 16,4 | 9,3  | 6,5 | 4   | 2003a      |
| 1,5                                                         | 5,9  | 8,1 | 9,4  | 14,3 | 16,6 | 18,3 | 21,3 | 17,3 | 11,5 | 6,9 | 4,4 | 1997b      |
| 1,9                                                         | 3,0  | 6,1 | 9,3  | 13,7 | 17,1 | 19,8 | 19,3 | 16,2 | 11,3 | 6,2 | 3,2 | 1951-1997b |
| Sources : a : Météo.éducation ; b : Cipel ; c : Météo-Sciez |      |     |      |      |      |      |      |      |      |     |     |            |

| Précipitations (hauteur moyenne en mm)    |      |      |        |       |      |       |      |       |       |       |       |            |
| J                                         | F    | M    | A      | M     | J    | J     | A    | S     | O     | N     | D     | Année      |
| 64,5                                      | 65,0 | 97,5 | 126,00 | 145,5 | 74,0 | 111,0 | 48,0 | 105,5 | 195,5 | 121,5 | 125,0 | 2013b      |
| 60,5                                      | 8,5  | 15,5 | 67,5   | 46,5  | 48,5 | 39    | 91,5 | 73    | 149,5 | 63,5  | 30    | 2003a      |
| 53                                        | 40   | 17   | 49,5   | 138,5 | 237  | 101   | 88,5 | 68,5  | 47    | 72,5  | 99,5  | 1997b      |
| 63,1                                      | 57,8 | 63,1 | 66,1   | 91    | 104  | 73,3  | 98,8 | 93,3  | 81,9  | 82,5  | 71    | 1951-1997b |
| Sources : a : Météo.éducation ; b : Cipel |      |      |        |       |      |       |      |       |       |       |       |            |

| Insolation (en heures)                    |       |       |       |       |       |       |       |       |       |      |      |            |
| J                                         | F     | M     | A     | M     | J     | J     | A     | S     | O     | N    | D    | Année      |
| 57,9                                      | 88,9  | 105,1 | 174,2 | 172,8 | 264,7 | 321,3 | 276,1 | 193,4 | 98,3  | 47,6 | 57,9 | 2013b      |
| 46                                        | 102,3 | 251,3 | 250,9 | 268,8 | 389,6 | 354,1 | 326,9 | 251,9 | 108,9 | 78,1 | 78,9 | 2003a      |
| 2,4                                       | 91,2  | 189,9 | 258   | 239,2 | 184,9 | 217,9 | 243,3 | 195,1 | 101   | 57,9 | 39,7 | 1997b      |
| 42,6                                      | 81    | 151,1 | 192,6 | 222,5 | 237,7 | 269   | 235,3 | 178   | 111   | 54,4 | 37,9 | 1954-1997b |
| Sources : a : Météo.éducation ; b : Cipel |       |       |       |       |       |       |       |       |       |      |      |            |

| Jours de gelée (nombre de jours)          |    |   |   |   |   |   |   |   |   |   |    |       |
| J                                         | F  | M | A | M | J | J | A | S | O | N | D  | Année |
| 14                                        | 22 | 1 | 1 | 0 | 0 | 0 | 0 | 0 | 1 | 0 | 11 | 2003a |
| Sources : a : Météo.éducation ; b : Cipel |    |   |   |   |   |   |   |   |   |   |    |       |

## Vignoble
Les vins de Savoie Ripaille ne sont vinifiés qu'en vin tranquille blanc. Cette appellation n'est pas produite en rouge, rosé, ou effervescent (mousseux ou crément). L'encépagement se fait exclusivement de Chasselas. La production est d'un peu plus de 1 000 hl/an.

### Types de vins et gastronomie
Le ripaille développe des arômes subtils et acidulés, fruité, de type amande douce, acacia et ananas. Les vins sont généralement à boire dans les deux ans, mais certains peuvent se garder jusqu'à dix ans. Il est conseillé avec des poissons d'eaux douces, et certains fromages. 
Le Guide Hachette des Vins suggère, quant à lui, de marier ce vin blanc « minéral (pierre à fusil), floral et légèrement beurré » avec des cuisses de grenouilles, des diots au vin blanc, un gratin dauphinois et, bien sûr, avec une raclette savoyarde.